# 선혜왕
선혜왕(宣惠王, ? ~ 기원전 896년)은 기자조선의 제10대 군주(재위: 기원전 925년 ~ 기원전 896년)이다. 철위왕의 아들이며 휘는 색(索)이다. 그의 왕위는 의양왕(사(師))이 승계받았다.

## 참고 문헌
- 안정복의 《동사강목》(東史綱目)
- 이덕무의 《앙엽기》(盎葉記) - 국가지식포털 한국고전번역원 - 기자조선 계보
- 이만운의 《기년아람》(紀年兒覽) - 권5 기자조선
- 청주 한씨 중앙종친회 기자조선 왕위 계보